# Anielino
Anielino – wieś w Polsce położona w województwie zachodniopomorskim, w powiecie łobeskim, w gminie Dobra.
Anielino leżące w granicach III Rzeszy 4 marca 1945 roku zdobyły wojska 61 Armii 1 Frontu Białoruskiego Armii Czerwonej.
Według danych z 1 stycznia 2011 roku wieś zamieszkiwało 69 osób. 

## Zabytki
- park dworski z 1860, nr rej.: A-1790z 12.12.1980, pozostałość po dworze